# GazelEnergie
GazelEnergie (anciennement Société nationale d'électricité et de thermique, puis E.ON France - Snet, puis Uniper France Power) est une entreprise française productrice d'électricité.
Avec EDF, GazelEnergie, filiale de l'entreprise EPH du tchèque Daniel Křetínský, est l'autre exploitant des tranches charbon dans l'Hexagone, à Saint-Avold (Moselle) et Gardanne (Bouches-du-Rhône), avec une puissance installée de 1 200 mégawatts — sur les 3 000 mégawatts encore en service dans l'Hexagone,. Avant 2019, l'entreprise s'appelait Uniper France Power et était une filiale de l'allemand Uniper jusqu'à son rachat par le tchèque EPH, dirigé par Daniel Křetínský. 

## Histoire
Héritière de centrales thermiques des Charbonnages de France, la Société nationale d'électricité et de thermique (Snet) dispose à sa création d'une puissance installée de 2,4 GW (soit environ 2 % de celle d'EDF).
La Snet se positionne comme concurrente d'EDF dès l'ouverture du marché français de l'électricité aux clients éligibles en 1999. Ceci s'explique par la volonté de l'État de stimuler une concurrence entre tous les acteurs du secteur de l'électricité, en pleine libéralisation économique.
En septembre 2004, le contrôle de la société passe aux mains d'Endesa, premier producteur d'électricité en Espagne, qui s'assure ainsi un accès au marché français.
En 2008, la Snet est vendue au groupe allemand E.ON et prend le nom d’E.ON France - Snet qui emploie plus de 850 personnes. Elle évolue en construisant des cycles combinés gaz, dont les deux premiers en France sur le site de Saint-Avold (centrale Émile-Huchet).
En vertu de la directive européenne 2001/80/CE sur les grandes installations de combustion (GIC) qui limite au 31 décembre 2015 le fonctionnement de ces installations si elles ne sont pas équipées d’un dispositif destiné à abaisser les émissions de polluants (NOx en particulier), E.ON France - Snet arrête plusieurs tranches thermiques charbon :
- Hornaing 3 a été arrêtée le 31 mars 2013 ;
- Lucy 3 le 31 mars 2014 ;
- Émile-Huchet 4 qui utilise la technologie du lit fluidisé circulant (LFC) qui n’autorise pas la flexibilité exigée aujourd’hui par le marché ;
- Provence 4 est convertie à la biomasse ;
- la tranche CEH4 est arrêtée en 2015.

En revanche, deux tranches thermiques charbon de 595 MW (Provence 5 et Émile-Huchet 6) sont mises aux normes en 2007 grâce à des équipements permettant le traitement des fumées (DeSOx-DeNOx) et sont pérennisées au-delà de 2025. Ces unités ont produit plus de 4 500 GWh en 2013. Les deux unités à cycles combinés gaz (CCGT) mises en service en 2010 sur la centrale Émile-Huchet en Lorraine, d’une capacité installée totale de 828 MW, ont produit plus de 1 900 GWh en 2013.
E.ON France - Snet décide, faute de repreneur, de fermer la tranche Émile-Huchet 4, un mois après avoir annoncé sa mise en vente ; cette tranche, déjà arrêtée depuis 2013, n'aura fonctionné que quinze ans.
Lors de la création d’Uniper par scission d’E.ON en 2016, E.ON France - Snet change de nom pour prendre celui de Uniper France Power.
En 2023, la centrale Lucy III est dynamitée, la ville de Montceau-les-Mines pert donc le plus grand symbole de son histoire minière. La destruction a fait débat chez les habitants de la ville, en grande partie attachée à ce symbole.
Le 4 décembre 2024, Gazel Energie obtient de l'État la signature d'un contrat d'achat pour l'électricité de la centrale biomasse de Gardanne, à 800 millions d'euros, pour huit ans, et en avril 2025 le feu vert pour une conversion au gaz de la centrale de Saint-Avold. Le contrat pour Gardanne, validé par la ministre déléguée à l'Énergie Olga Givernet et le ministre du Budget, Laurent Saint-Martin, quelques heures avant la censure du gouvernement par l'Assemblée nationale, assure un tarif d'achat d'électricité garanti largement revalorisé, à 250 €/MWh, soit près de deux fois le tarif initial. La Fédération nationale du bois déclare dans un communiqué : « jamais aucune entreprise privée n'avait bénéficié d'un tel prix de rachat de l'électricité pour une centrale biomasse, a fortiori avec un rendement énergétique médiocre ». Le projet de conversion au gaz naturel et au biogaz de la centrale à charbon de Saint-Avold (Moselle) a été approuvé définitivement à l'unanimité le 7 avril 2025 par l'Assemblée nationale par une loi soutenue par le gouvernement Bayrou, texte déjà approuvé par le Sénat le 25 mars. GazelEnergie espère pouvoir mener les travaux de conversion à l'été 2026, après un dernier hiver au charbon.